# جوديث فولكنر
جوديث «جودي» فولكنلر (بالإنجليزية: Judith "Judy" R. Faulkner)‏ (من مواليد أغسطس 1943) هي سيدة أعمال ومليارديرة أمريكية، والرئيسة التنفيذية لمؤسّسة Epic Systems، وهي شركة برمجيات للرعاية الصحية تقع في ويسكونسن. أسست فولكنر شركة Epic Systems في عام 1979، بالاسم الأصلي لخدمات حوسبة الخدمات البشرية. وصفت مجلة فوربس فولكنر في عام 2013 بأنها «أقوى امرأة في مجال الرعاية الصحية»، وتم تصنيفها في المرتبة 722 في قائمة مجلة المليارديرات في العالم لعام 2016 بقيمة صافية لثروتها قُدِّرت بحوالي 2.4 مليار دولار أمريكي.

## حياتها المُبكرة
وُلدت فولكنر في أغسطس 1943 للويس وديل غرينفيلد. ترعرعت فولكنر في حي إرلتون في تل الكرز، نيو جيرسي وتخرّجت من مدرسة أصدقاء موريستاون في عام 1961. حصلت فولكنرعلى درجة البكالوريوس في الرياضيات من كلية ديكنسون وجصلت على درجة الماجستير في علوم الكمبيوتر من جامعة ويسكونسن ماديسون.

## حياتها المهنية
بدأت فولكنر حياتها المهنية في مجال خدمات الحوسبة البشرية بعد وقت قصير من حصولها على درجة الماجستير والتي أصبحت فيما بعد مؤسسة Epic للنظم. بدأت الشركة باستثمار 6000 دولار، كان جزءٌ منها من نصيب والديها. تمتلك فولكنر وأسرتها حاليا 43 ٪ من شركة Epic للنظم.

## حياتها الشخصية
تعيش فولكنر في ماديسون بولاية ويسكونسن، وتزوجت من الدكتور جوردن فولكنر، طبيب الأطفال، حيث أنجبا ثلاثة أطفال.